# Boophis microtympanum
Boophis microtympanum (Boettger, 1881) è una rana della famiglia Mantellidae, endemica del Madagascar.

## Conservazione
La IUCN Red List classifica Boophis microtympanum come specie a basso rischio (Least Concern).
È stato segnalato all'interno del parco nazionale di Andringitra e del parco nazionale di Ranomafana e probabilmente vive anche all'interno di altre aree naturali protette del Madagascar.